# Patrau

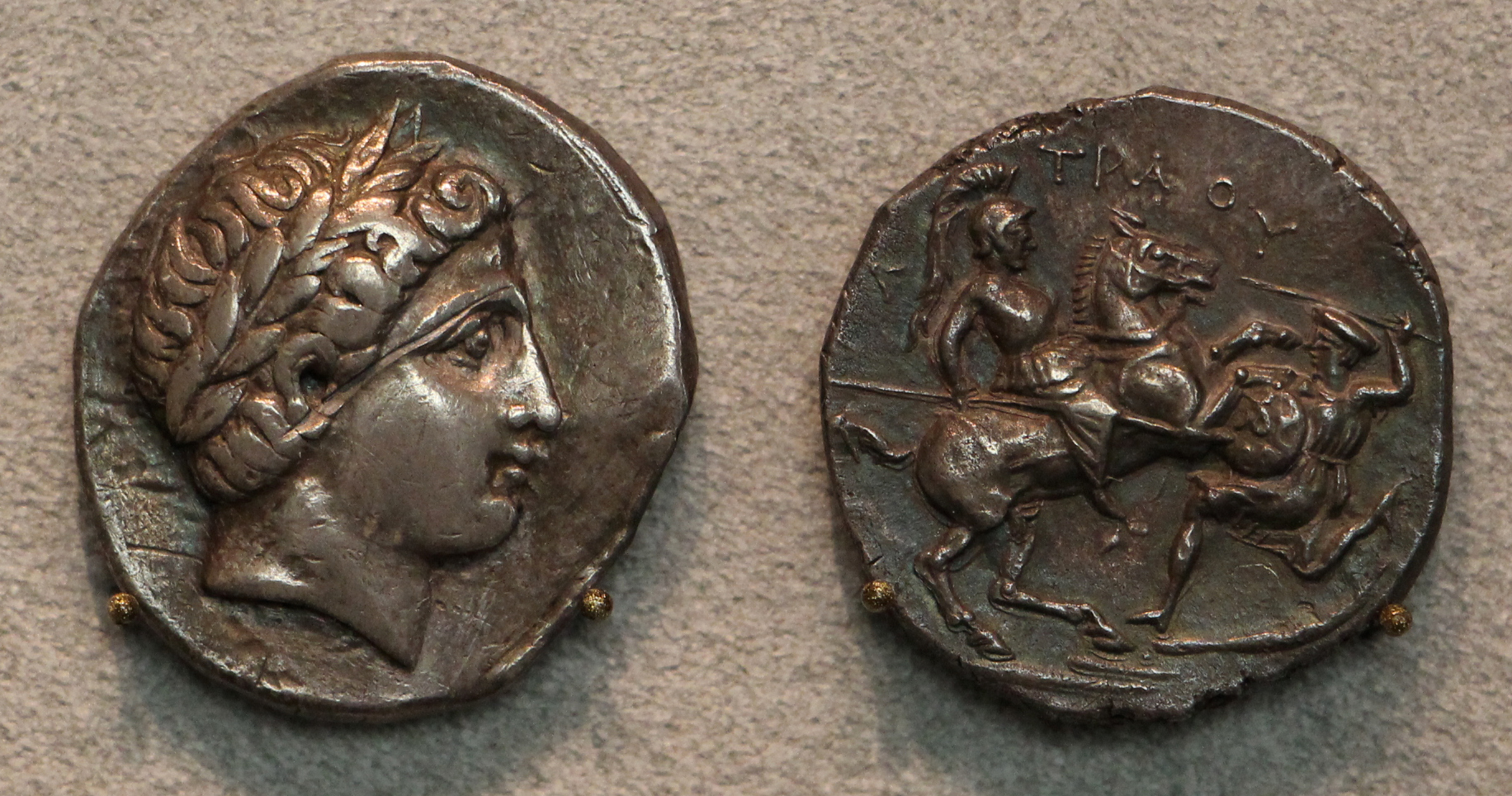
Tetradracma de Patrau

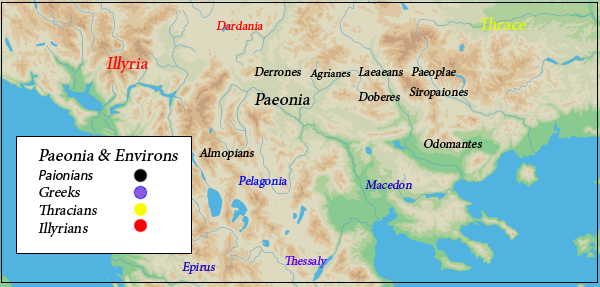
Peônia, tribos e arredores

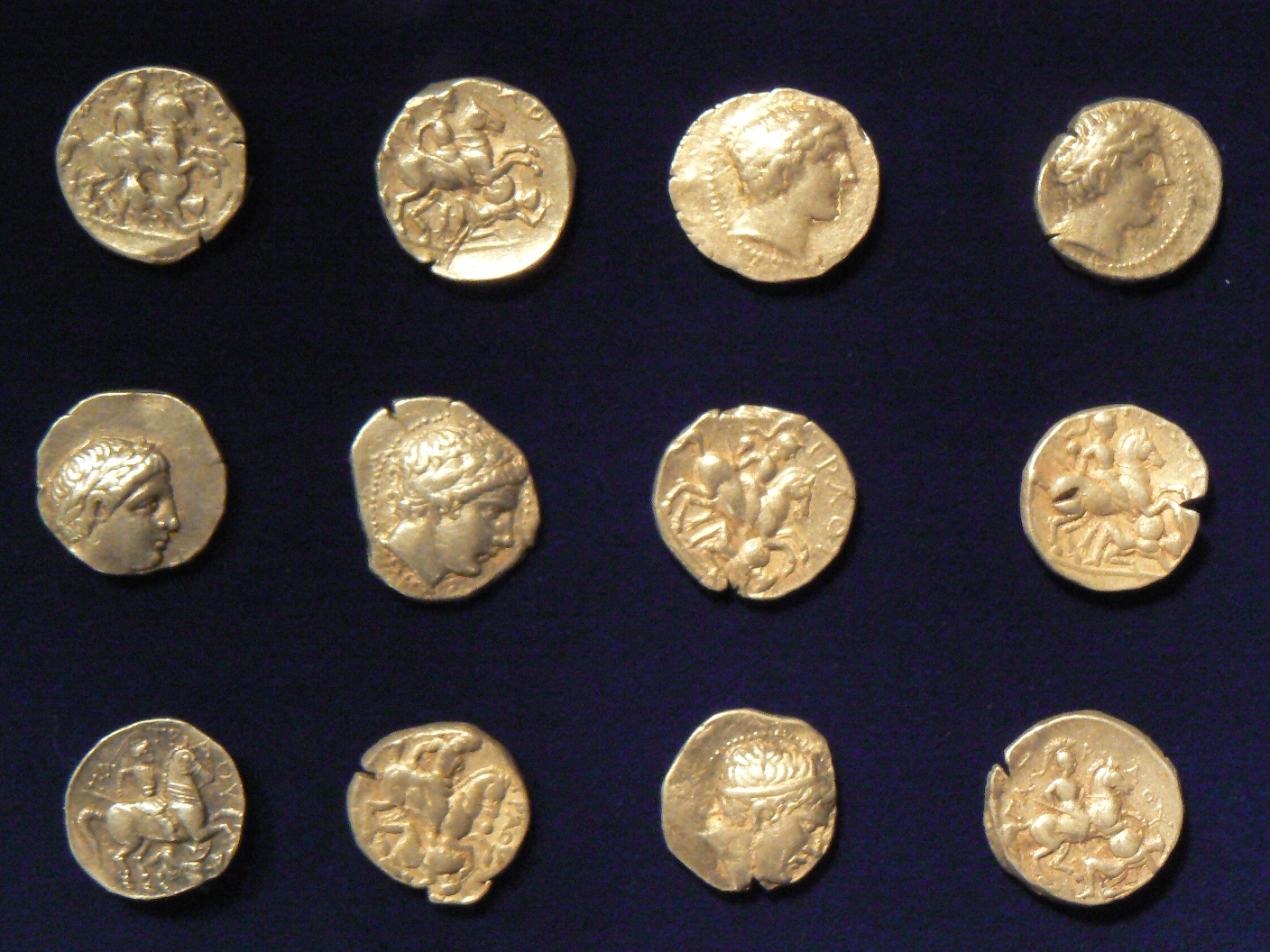
Tetradracmas de prata datam do reinado de Patrau. Parte do tesouro Rezantsi, Bulgária

Patrau (em grego clássico: Πατράος; 340 a.C. – 315 a.C.) foi um antigo rei da Peônia, precedido por Liceio e sucedido por Audoleão. Foi proposto que Aristão, que serviu notavelmente como general de cavalaria para Alexandre, o Grande, era irmão de Patrau.